# 't Hooghe Landt
 't Hooghe Landt is een Nederlandse school voor mavo, havo en vwo met een gymnasium en technasiumstroom, gevestigd op twee locaties in Amersfoort. 't Hooghe Landt is een katholieke school. Deze identiteit krijgt in het onderwijs vorm via het vak levensbeschouwing. Daarnaast zijn er door het jaar heen momenten van viering en bezinning. De schoolorganisatie maakt deel uit van de scholenkoepel Stichting Meerscholen.

## Geschiedenis
De school is rond 1989 ontstaan na een fusie van de Kardinaal de Jong Mavo in de wijk Liendert met het Eemland College Noord die gevestigd was in noodgebouwen in de wijk Schothorst; ongeveer gelijktijdig met de verhuizing van laatstgenoemde school naar de nieuwbouw in de Trompetstraat. Eemland College Noord is in 1973 opgericht, aanvankelijk als dependance van Eemlandcollege; enkele jaren later werd het een zelfstandige scholengemeenschap met Havo en Atheneum; die in de jaren 80 een sterk groeiend leerlingenaantal had. 
|                    |                    | Collegium Constantinianum |  |                           |                         |                         |
|                    |                    | ↓ 1957 ↓                  |  |                           |                         |                         |
|                    |                    | Constantijn College       |  | Onze Lieve Vrouwe ter Eem |                         |                         |
|                    |                    | ↓ 1968 ↓                  |  | ↓ 1968 ↓                  |                         |                         |
|                    |                    | Eemlandcollege            |  |                           |                         |                         |
|                    |                    | ↓ 1973 ↓                  |  | ↓ 1973 ↓                  |                         |                         |
| Mavo ter Eem       |                    | Eemlandcollege Zuid       |  | Eemland College Noord     |                         | Kardinaal de Jong Mavo  |
| ↓ 1992 ↓           |                    | ↓ 1992 ↓                  |  | ↓ 1989 ↓                  |                         | ↓ 1989 ↓                |
| Het Nieuwe Eemland | Het Nieuwe Eemland | Het Nieuwe Eemland        |  | 't Hooghe Landt College   | 't Hooghe Landt College | 't Hooghe Landt College |
| ↓ 1995 ↓           | ↓ 1995 ↓           | ↓ 1995 ↓                  |  | ↓ 1995 ↓                  | ↓ 1995 ↓                | ↓ 1995 ↓                |
| Meridiaan College  |                    |                           |  |                           |                         |                         |
| Mavo Muurhuizen    |                    | Het Nieuwe Eemland        |  | 't Hooghe Landt           |                         | Vakcollege Amersfoort   |

Sinds 1 januari 2023 is Stichting Meridiaan College gefuseerd met Meerwegen Scholengroep tot één bestuur: Meerscholen. 

## Culturele vorming
De school profileert zich als cultuurschool en dat uit zich in het studieaanbod. Tijdens en buiten de lessen wordt aandacht besteed aan culturele vorming (excursies, projecten op school en bezoeken aan theater en museum). Dit heeft zich gevestigd in projecten zoals O&O-C en parascholaire activiteiten in welke de leerlingen elk jaar op een markt zich kunnen inschrijven. Zowel in de onder- als in de bovenbouw maken vakken als beeldende vorming, muzikale vorming, drama, schaken, bloemschikken en Kunst deel uit van het lessenpakket. In het laatste jaar gaat elke leerling op cultuur excursie. Dit is naar Londen (mavo), Bonn ( leerlingen met Duits in het vakkenpakket) en Parijs (Leerlingen met Latijn, Frans of Grieks in het vakkenpakket). Als onderdeel van de maatschappelijke stage (voorheen tijdens levensbeschouwing) is er een speciaal Steward programma opgericht. In welke de leerlingen bij het behalen van hun diploma een certificaat krijgen. Ook krijgen de leerlingen een Plusdocument voor deelname aan diverse programma's zoals klassen vertegenwoordiging.

Een Plusdocument zoals afgegeven op 't Hooghe Landt

## Bekende oud-leerlingen en personeel

### PeriodeEemland College Noord
- Rhonald Blommestijn (1961), illustrator en grafisch ontwerper;
- Theo Meijer (1965), oud-judoka en bronzenmedaillewinnaar op de Olympische Zomerspelen in 1992;
- Marcel Sophie (1962), percussionist en zanger.

### Na 1990
- Bart Vriends (1991), betaaldvoetbalspeler;
- Jason Walters (1985), bekend van de Hofstadgroep, sinds 2013 gegevensanalist.[2][3]

### Personeel
- Lex van de Haterd (oud-rector).

## Gebouwen
De school is gehuisvest op twee locaties:

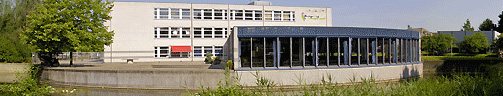
Locatie Havo en Brugklas in de Trompetstraat in de wijk Zielhorst te Amersfoort

Locatie Mavo en Vwo in de Parelhoenstraat in de wijk Liendert te Amersfoort